# QQ
QQ, eller Tencent QQ som det egentligen heter, är ett gratis direktmeddelandeprogram som är mycket populärt framför allt i Kina. QQ utvecklades av företaget Tencent Holdings Limited.
I april 2014 hade Tencent QQ över 800 miljoner aktiva konton, med en topp på 200 miljoner användare inloggade samtidigt.
Den första versionen av QQ lanserades 1999 under namnet OICQ (Open ICQ, se ICQ).